# Marco Büchel
Marco Büchel (Walenstadt, Suiza, 4 de noviembre de 1971) es un deportista liechtensteiniano que compitió en esquí alpino.

## Trayectoria
Ganó una medalla de plata en el Campeonato Mundial de Esquí Alpino de 1999, en la prueba de eslalon gigante. En la Copa del Mundo consiguió cuatro victorias y dieciocho podios en total.
Participó en seis Juegos Olímpicos de Invierno, entre los años 1992 y 2010, ocupando el sexto lugar en Turín 2006 (supergigante) y el octavo en Vancouver 2010 (descenso).
Fue el abanderado de Liechtenstein en la ceremonia de apertura de los Juegos Olímpicos de Salt Lake City 2002. Fue nombrado «Deportista masculino del año» en su país en ocho ocasiones: 1997-1999 y 2006-2010.
Después de retirarse de la competición, trabajó como comentador deportivo para la cadena ZDF.

## Palmarés internacional
| Campeonato Mundial | Campeonato Mundial                 | Campeonato Mundial | Campeonato Mundial |
| Año                | Lugar                              | Medalla            | Prueba             |
| ------------------ | ---------------------------------- | ------------------ | ------------------ |
| 1999               | Vail/Beaver Creek (Estados Unidos) | Medalla de plata   | Eslalon gigante    |